# Kilkenny (Minnesota)
Kilkenny és una població dels Estats Units a l'estat de Minnesota. Segons el cens del 2000 tenia 148 habitants.

## Demografia
Segons el cens del 2000, Kilkenny tenia 148 habitants, 59 habitatges, i 40 famílies. La densitat de població era de 476,2 habitants per km².
Dels 59 habitatges en un 30,5% hi vivien nens de menys de 18 anys, en un 49,2% hi vivien parelles casades, en un 8,5% dones solteres, i en un 32,2% no eren unitats familiars. En el 28,8% dels habitatges hi vivien persones soles el 13,6% de les quals corresponia a persones de 65 anys o més que vivien soles. El nombre mitjà de persones vivint en cada habitatge era de 2,51 i el nombre mitjà de persones que vivien en cada família era de 3,03.
Per edats la població es repartia de la següent manera: un 25% tenia menys de 18 anys, un 9,5% entre 18 i 24, un 30,4% entre 25 i 44, un 21,6% de 45 a 60 i un 13,5% 65 anys o més.
L'edat mediana era de 36 anys. Per cada 100 dones de 18 o més anys hi havia 117,6 homes.
La renda mediana per habitatge era de 39.583 $ i la renda mediana per família de 42.188 $. Els homes tenien una renda mediana de 34.500 $ mentre que les dones 20.313 $. La renda per capita de la població era de 16.198 $. Cap de les famílies i el 3,6% de la població estaven per davall del llindar de pobresa.

## Poblacions més properes
El següent diagrama mostra les poblacions més properes.